# 阿波羅Intensa Emozione
阿波羅Intensa Emozione，也稱為Apollo IE，是一款中置引擎跑車，由德國汽車製造商阿波羅汽車與Manifattura Automobili Torino合作生產，由其首席設計師黃喬文設計。  Intensa Emozione在義大利文的意思是「強烈的情緒」。
Intensa Emozione 是自從14年前Gumpert Apollo推出之後阿波羅出的第一輛汽車。2017年10月17日，阿波羅發布了Intensa Emozione的預告片，  並於2017年10月24日全面亮相該車。2018年6月，阿波羅透露公司將與梅賽德斯-奔馳改裝商AMG以及和賽車團隊HWA AG合作，完成該車的最後開發階段。 Intensa Emozione 在歐洲的售價為2,300,000歐元，在美國的售價為2,670,000美元。僅生產了10輛，已全部售出

## 車輛資訊

### 規格和性能
Intensa Emozione 採用 Autotecnica Motori 和 HWA AG 開發的源自法拉利的 6.3 升自然進氣 F140 V12 引擎。該引擎額定轉速為 8,500 rpm，輸出功率約為 791 PS（582 kW；780 hp），扭力為 6,000 rpm，紅線轉速為 9,000。 ]所有的動力都透過一台6速Hewland順序手排變速箱傳送至後輪。 車重為 1,250（2,755磅）.
避震器由 Bilstein 製造，可三向調整（舒適、運動、自動）。 Intensa Emozione 前後均採用了 Brembo 碳陶瓷煞車，尺寸為 380 x 34 毫米，前輪配備 6 活塞卡鉗，後輪配備 4 活塞卡鉗。米其林為賽車提供 Sport Cup 2 高性能輪胎，以實現最佳性能和抓地力。 Pankl Racing Systems 是差速器的供應商。
Intensa Emozione 從靜止起步加速至100km/h只需2.7秒，極速可達335km/h。該車加速至299 公里時產生的最大下壓力為 1,350 公斤（2,976 磅）。

### 車身結構
Intensa Emozione 幾乎完全由碳纖維製成，但它確實包含高強度鋼、鋁和鈦零件。 引擎室沒有被覆蓋，從而使進氣口能夠以最高效率運作。 整個底盤僅重105公斤（231磅）。
- 後視圖
- 行駛圖

## 生產
Intensa Emozione 於 2019 年 4 月開始生產，並於 2019 年第三季開始交付。該車的碳纖維單體殼底盤由 Capricorn Group 生產，底盤調整和最終組裝由 HWA AG進行。該車在德國阿法尔特巴赫組裝並完成，HWA 也在那裡生產其賽車。
Intensa Emozione 的碳纖維車身顏色經過兩次更改，目前為黑色。第二輛量產的 Apollo IE 於 2019 年 11 月交車。 Apollo IE 僅生產了 10 輛，已全部售出。

## 外部連結
- 维基共享资源上的相關多媒體資源：阿波羅Intensa Emozione